# Campionato Sul-Mato-Grossense 2025
Il Campionato Sul-Mato-Grossense 2025 è stata la 47ª edizione della massima serie del campionato sul-mato-grossense. La stagione è iniziata il 18 gennaio 2025 e si è conclusa il 5 aprile successivo.

## Stagione

### Novità
Al termine della stagione 2024, sono retrocesse in Segunda Divisão Nautico-MS e Novo. Sono state ammesse Naviraiense e Águia Negra.

### Formato
Le dieci squadre si affrontano dapprima in una prima fase, consistente in un girone unico. La prime due classificate di tale girone, accederanno alla semifinale della seconda fase, che decreterà la vincitrice del campionato. Le formazioni piazzatesi tra la terza e la sesta posizione, partiranno dai quarti di finale.
Le ultime due classificate, invece, retrocedono in seconda divisione.
La formazione vincitrice, potrà partecipare alla Série D 2026, alla Coppa del Brasile 2026 e alla Copa Verde 2026. La seconda classificata, solo alla Coppa del Brasile. Nel caso la prima classificata sia già qualificata alla Série D o alle serie superiori, l'accesso alla quarta serie andrà a scalare.

## Risultati

### Prima fase
|  | Pos. | Squadra       | Pt | G | V | N | P | GF | GS | DR  |
|  | ---- | ------------- | -- | - | - | - | - | -- | -- | --- |
|  | 1.   | Ivinhema      | 19 | 9 | 6 | 1 | 2 | 21 | 7  | +14 |
|  | 2.   | Pantanal      | 18 | 9 | 5 | 3 | 1 | 17 | 7  | +10 |
|  | 3.   | Dourados      | 18 | 9 | 5 | 3 | 1 | 17 | 7  | +10 |
|  | 4.   | Operário-MS   | 16 | 9 | 5 | 1 | 3 | 11 | 12 | -1  |
|  | 5.   | Costa Rica    | 14 | 9 | 3 | 5 | 1 | 14 | 10 | +4  |
|  | 6.   | Águia Negra   | 11 | 9 | 3 | 2 | 4 | 14 | 14 | 0   |
|  | 7.   | Naviraiense   | 9  | 9 | 2 | 3 | 4 | 11 | 14 | -3  |
|  | 8.   | Corumbaense   | 8  | 9 | 2 | 2 | 5 | 8  | 14 | -6  |
|  | 9.   | Coxim         | 7  | 9 | 2 | 1 | 6 | 7  | 18 | -11 |
|  | 10.  | Aquidauanense | 4  | 9 | 1 | 1 | 7 | 12 | 29 | -17 |

Legenda:
      Ammessa alle semifinali della seconda fase.
      Ammessa ai quarti di finale della seconda fase.
      Retrocessa in Segunda Divisão 2025
Note:
Tre punti a vittoria, uno a pareggio, zero a sconfitta.

### Seconda fase

#### Quarti di fase
| Squadra 1   | Totale          | Squadra 2   | Andata | Ritorno |
| ----------- | --------------- | ----------- | ------ | ------- |
| Águia Negra | 3 – 3 (3-1 dtr) | Dourados    | 2 – 1  | 1 – 2   |
| Costa Rica  | 1 – 4           | Operário-MS | 0 – 1  | 1 – 3   |

#### Semifinali
| Squadra 1   | Totale | Squadra 2 | Andata | Ritorno |
| ----------- | ------ | --------- | ------ | ------- |
| Águia Negra | 1 – 5  | Ivinhema  | 0 – 1  | 1 – 4   |
| Operário-MS | 4 – 3  | Pantanal  | 2 – 2  | 2 – 1   |

#### Finale
| Squadra 1   | Totale | Squadra 2 | Andata | Ritorno |
| ----------- | ------ | --------- | ------ | ------- |
| Operário-MS | 2 – 0  | Ivinhema  | 1 – 0  | 1 – 0   |